# Уолт Дисни Пикчърс
„Уолт Дисни Пикчърс“ (на английски: Walt Disney Pictures) (или само Дисни) е американска филмова продуцентска компания на Уолт Дисни Студиос, собственост на Уолт Дисни Къмпани. Студиото е водещ продуцент на игрални филми в рамките на Уолт Дисни Студиос и е със седалище в Уолт Дисни Студиос, Бърбанк, Калифорния. Под тази марка се издават и анимационни филми, продуцирани от Уолт Дисни Анимейшън Студиос и Пиксар Анимейшън Студиос. Уолт Дисни Студиос Моушън Пикчърс разпространява и предлага на пазара филмите, продуцирани от Уолт Дисни Пикчърс.
Дисни започва да продуцира игрални филми през 50-те години на XX век, под всеобхватното име на компанията Уолт Дисни Прадакшънс. Уолт Дисни Пикчърс придобива настоящото си име през 1983 г., когато компанията реорганизира цялото си студийно подразделение.
Римейкът от 2019 г. на филма Цар лъв е най-печелившият филм на студиото в световен мащаб, с приходи от 1,6 милиарда долара, а Карибски пирати е най-успешният франчайз на студиото, състоящ се от пет филма, спечелили общо над 4,5 милиарда долара от световния боксофис.

## История

### Предшественик
Предшественикът на студиото (в това число и Уолт Дисни Къмпани) е основан през 1923 г. като Дисни Брадърс Картун Студио от режисьора Уолт Дисни и неговия бизнес партньор и брат Рой О. Дисни.
Създаването на Мики Маус и последващите късометражни филми и стоки генерират приходи за студиото, което е преименувано на Уолт Дисни Студио през 1926 г. През 1929 г. студиото е преименувано на Уолт Дисни Прадакшънс. Поредицата от успехи на студиото продължава и през 30-те години на XX век с издаването на първия пълнометражен анимационен филм през 1937 г. Снежанка и седемте джуджета, който получава огромен финансов успех. Използвайки печалбите от Снежанка, Дисни финансира изграждането на нов студиен комплект с площ 210 000 м2 в Бърбанк, Калифорния.
През 40-те години Дисни започва да експериментира с пълнометражните игрални филми, като въвежда хибридни филми, съчетаващи анимационен и игрален филм, като The Reluctant Dragon (1941) и Song of the South (1946). През същото десетилетие студиото започва да продуцира документални филми за природата, като първият е Seal Island (1948), част от поредицата True-Life Adventures.
Островът на съкровищата от 1950 г. е първият изцяло игрален филм на компанията, считан от Дисни за официална концепция в развитието на съвременната компания Уолт Дисни Пикчърс. През 1953 г. Дисни прекратява договора си за разпространение с RKO Radio Pictures и Юнайтед Артистс и създава собствената дистрибуторска фирма Буена Виста Дистрибушън.

### 1980 – 2010
На 1 април 1983 г. Уолт Дисни Прадакшънс е преименувана на Уолт Дисни Пикчърс, за да разнообрази филмовите теми и да разшири аудиторията за филмите си. През април 1983 г. Ричард Бергер е назначен от главния изпълнителен директор на Дисни Рон У. Милър като президент на филмовото съдържание на компанията. През следващата година Милър основава Тъчстоун Пикчърс. Същата година новоназваният изпълнителен директор на Дисни Майкъл Айснер освобождава Бергер, като на негово място назначава предишния си шеф от Парамаунт Пикчърс Джефри Каценберг. Тъчстоун и Холивуд Пикчърс са създадени в рамките на подразделението съответно на 15 февруари 1984 г. и 1 февруари 1989 г.
Банерът Тъчстоун Пикчърс е използван от Майкъл Айснер през телевизионния сезон 1984–1985 г. за 6-епизодния уестърн, Wildside. През следващия телевизонен сезон Тъчстоен продуцира ситкома The Golden Girls.
Дейвид Хоберман е заема поста президент на продукциите на Уолт Дисни Пикчърс през април 1988 г. През април 1994 г. Хоберман е повишен в президент на филмовата продукция на Уолт Дисни Студиос, а Дейвид Фогел е назначен за президент на Уолт Дисни Пикчърс. На следващата година обаче Хоберман се оттегля от компанията и основава продуцентска компания Mandeville Films. В допълнение към Уолт Дисни Пикчърс, Фогел е и директор на Холивуд Пикчърс през 1997 г., докато Доналд Де Лейн е директор на Тъчстоун. След това Фогел е повишен през 1998 г. до ръководител на Буена Виста Моушън Пикчърс Груп, новосформираното подразделение, което ръководи цялото производство на игрални филми в рамките на лейбълите на Уолт Дисни Пикчърс, Тъчстоун и Холивуд. Този ход е организиран от председателя на Уолт Дисни Студиос Джо Рот, като опит за намаляване и консолидиране на филмовата продукция на студиото. В резултат на преструктурирането Де Лейн подава оставка.
Същата година Нина Джейкъбсън става изпълнителен вицепрезидент на продукцията на игрални филми в Буена Виста Моушън Пикчърс Груп. Джейкъбсън заема длъжността до май 1999 г., когато Фогел подава оставка от компанията и тя е назначен от Рот за президент на производството. По време на мандата си Джейкъбсън ръководи производството на филми в Уолт Дисни Пикчърс като Карибски пирати, Хрониките на Нарния, Съкровището, Помни титаните и Дневниците на принцесата и е отговорна за сключването на сделката за съвместна работа с Джери Брукхаймър и неговата продуцентска компания. През 2006 г. Джейкъбсън е уволнена от председателя на студиото Дик Кук, който назначава Орен Авив, ръководител на маркетинга на компанията.
След два филма, базирани на атракциите на тематичния парк на Дисни, Уолт Дисни Пикчърс ги избира като източници на поредица от филми, започвайки с The Country Bears (2002), Привидения в замъка (2003) и 'Карибски пирати: Проклятието на Черната перла (2003). Последният филм е първият филм, продуциран от студиото, получил рейтинг PG-13, който поставя началото на филмова поредица, последвана от четири продължения, създадени от 2003 до 2017 г. На 12 януари 2010 г. Авив се оттегля от компанията.

### 2010 – настояще
През януари 2010 г. Шон Бейли е назначен за президент на студиото. Бейли продуцира Трон: Заветът, който е издаден през същата година. Под ръководството на Бейли и с подкрепата на тогавашния изпълнителен директор на Дисни Боб Айгър - и по-късно председателя на студиото Алън Хорн - Уолт Дисни Пикчърс следва филмова стратегия, която включва разширен списък от оригинални и адаптирани високобюджетни филми. През 2011 г. студиото опростява марката и логото си до Дисни. Дисни издава филмите Джон Картър: Между два свята (2012) и Самотният рейнджър (2013), които се превръщат в основни продукции в световния боксофис. Студиото постига особен успех с игралните си адаптации, базирани на собствените си анимационни филми, които започват с търговския успех на Алиса в Страната на чудесата (2010), който се превръща във втория филм с печалба от милиарди в историята на студиото. Следващите адаптации са Господарка на злото (2014), Пепеляшка (2015), Книга за джунглата (2016) и Красавицата и звярът (2017), които имат голям успех в световния боксофис. През юли 2016 г. Дисни обявява разработването на осемнадесет филма като адаптации, предистории или продължения. Между 2010 г. и 2014 г. студиото продуцира няколко успешни, но с по-малък бюджет филми - Мъпетите (2011), Спасяването на мистър Банкс (2013) и Вдън горите (2014).
През 2017 г. Уолт Дисни Къмпани обявява, че създава собствена стрийминг платформа. Новата услуга, известна като Дисни +, включва оригинални програми, създадени от огромния набор от филмови и телевизионни продукции на компанията, включително на Уолт Дисни Пикчърс. Като част от тази нова платформа за разпространение, Бейли и Хорн потвърждават, че Уолт Дисни Пикчърс подновява разработването на нискобюджетни филми, които студиото е спряло да произвежда преди няколко години. През 2018 г. са обявени девет филма, които се произвеждат или разработват за услугата. Същите филми са с планирани бюджети между 20 и 60 милиона долара. Очаква се студиото да продуцира ексклузивно приблизително 3-4 филма годишно за Дисни+. Стрийминг платформата Дисни + стартира на 12 ноември 2018 г. първоначално в САЩ, Канада и Нидерландия. В рамките на първите два месеца от старта на услугата, Уолт Дисни Пикчърс издава екслузивно три филма за Дисни плюс -Лейди и Скитника, Noelle и Togo.
На 12 март 2020 г. Ванеса Морисън е назначена на поста президент на стрийминг услугата на Уолт Дисни Пикчърс като е подчинена директно на Бейли.

## Филми
Първият игрален филм на студиото е „Островът на съкровищата“ (1950). Анимационните филми, продуцирани от Уолт Дисни Анимейшън Студиос и Пиксар Анимейшън Студиос, също излизат с марката Уолт Дисни Пикчърс. Студиото издава четири филма, които получават награда Оскар за най-добър филм: „Мери Попинз“ (1964), „Красавицата и звярът“ (1991), „В небето“ (2009) и „Играта на играчките 3“ (2010).

### Най-печеливши филми
Уолт Дисни Пикчърс продуцира пет игрални филма, спечелили над 1 милиард долара в световния боксофис: Карибски пирати: Сандъкът на мъртвеца (2006), „Алиса в Страната на чудесата“ (2010), „Карибски пирати: В непознати води“ (2011), „Красавицата и звярът“ (2017) и „Аладин“ (2019), и издава осем анимационни филма, достигнали същия успех: „Играта на играчките 3“ (2010), „Замръзналото кралство“ (2013), „Зоотрополис“, „Търсенето на Дори“ (и двата от 2016 г.), „Феноменалните 2“ (2018), „Цар лъв“, „Играта на играчките 4“ и „Замръзналото кралство II“ (и трите от 2019 г.).
| №  | Заглавие                                         | Година | Боксофис       |
| -- | ------------------------------------------------ | ------ | -------------- |
| 1  | Цар лъв                                          | 2019   | $1,657,598,092 |
| 2  | Замръзналото кралство II                         | 2019   | $1,450,022,173 |
| 3  | Замръзналото кралство                            | 2013   | $1,280,802,282 |
| 4  | Красавицата и звярът                             | 2017   | $1,264,521,126 |
| 5  | Феноменалните 2                                  | 2018   | $1,243,805,359 |
| 6  | Играта на играчките 4                            | 2019   | $1,073,394,593 |
| 7  | Играта на играчките 3                            | 2010   | $1,067,171,911 |
| 8  | Карибски пирати: Сандъкът на мъртвеца            | 2006   | $1,066,179,725 |
| 9  | Аладин                                           | 2019   | $1,051,693,953 |
| 10 | Карибски пирати: В непознати води                | 2011   | $1,045,713,802 |
| 11 | Търсенето на Дори                                | 2016   | $1,029,473,532 |
| 12 | Алиса в Страната на чудесата                     | 2010   | $1,025,467,110 |
| 13 | Зоотрополис                                      | 2016   | $1,024,641,447 |
| 14 | Цар лъв                                          | 1994   | $968,554,386   |
| 15 | Книга за джунглата                               | 2016   | $966,550,600   |
| 16 | Карибски пирати: На края на света                | 2007   | $963,420,425   |
| 17 | Търсенето на Немо                                | 2003   | $940,335,536   |
| 18 | Отвътре навън                                    | 2015   | $857,675,046   |
| 19 | Тайната на Коко                                  | 2017   | $807,139,032   |
| 20 | Карибски пирати: Отмъщението на Салазар          | 2017   | $794,826,541   |
| 21 | Господарка на злото                              | 2014   | $758,410,378   |
| 22 | Хрониките на Нарния: Лъвът, Вещицата и дрешникът | 2005   | $745,013,115   |
| 23 | Университет за таласъми                          | 2013   | $744,229,437   |
| 24 | В небето                                         | 2009   | $735,099,082   |
| 25 | Героичната шесторка                              | 2014   | $657,827,828   |